# Certara
Certara é uma comuna da Suíça, no Cantão Tessino, com cerca de 75 habitantes. Estende-se por uma área de 2,7 km², de densidade populacional de 28 hab/km². Confina com as seguintes comunas: Bogno, Cimadera, Valcolla, Val Rezzo (IT-CO).
A língua oficial nesta comuna é o Italiano.